# Brachystegia bakeriana
Brachystegia bakeriana es una especie de árbol perteneciente a la familia de las fabáceas.  Forma una parte importante de los bosques de miombo. Esta particular especie de Brachystegia se encuentra en África tropical. 

## Descripción
Es un arbusto caduco que alcanza un tamaño de  2-6 (-10) m de altura, a menudo con rebrote, con menos frecuencia es un árbol esbelto de 6 m de altura; raramente más alto (12 m), el vástago con 12 cm de diámetro; la corona ±-rematada plana o en forma de paraguas; las ramas son delgadas, casi horizontales de ± 1,5 cm de espesor.

## Ecología
Se encuentra en las arenas del Kalahari; márgenes de los ríos; y esporádicos, formando densos matorrales con Copaifera baumiana, especies de  Paropsia, Chrysophyllum, etc; raramente con Brachystegia spiciformis o degradado Cryptosepalum mavunda; su presencia  indica buenos sitios para el cultivo; etc.

## Distribución
Se distribuye por Angola y Zambia.

## Taxonomía
Brachystegia bakeriana fue descrita por Burtt Davy & Hutch. y publicado en Bulletin of Miscellaneous Information Kew 1923(4): 159–160. 1923.
Sinonimia
- Brachystegia bakerana Burtt Davy & Hutch.
- Brachystegia obliqua Hutch. & Burtt Davy
- Brachystegia gairdnerae Hutch. & Burtt Davy (1923)[1][4]